# Rosario (Sinaloa)
Rosario (Sinaloa) é um município do estado de Sinaloa, no México. Possui cerca de  47.934 habitantes de acordo com o censo de 2000.
A cidade está localizad ao sul do estado de Sinaloa. Limitado ao norte pelas cidades de Concórdia e Mazatlán, ao sul pelo município de Escuinapa e do estado de Nayarit, ao leste pelo estado de Durango, e a oeste pelo Oceano Pacífico.Está situada a 64 km ao sul de Mazatlán.
O nativo de Rosario é rosarense.

## História
Segundo o site oficial da Prefeitura de Rosário, esta cidade foi fundada em 3 de agosto de 1655. Eles dizem que, em 3 de agosto de 1655, o superintendente Bonifacio Rojas percebeu que havia perdido um dos bois de sua fazenda e começou a procurar-lhe nas terras da região.
Procurando ao longo do rio, chegou a um lugar que hoje é conhecido como Loma de Santiago, onde encontrou o cadáver do boi perdido. Com a chegada da noite, Bonifacio acendeu uma fogueira e adormeceu. Acordou na manhã seguinte e teve uma surpresa enorme quando retirou as cinzas da fogueira: Viu uma grande quantidade de prata fundida e ligada a uma rocha. Bonifacio deixou um rosário no local como um sinal. Se patrão foi até o local verificar o dito por seu capataz e vendo a prata, iniciou a operação de exploração deste metal precioso.
Durante os séculos XVIII e XIX, Rosarui foi um importante centro de mineração.